# Coyote Ugly
Coyote Ugly és una pel·lícula estatunidenca de l'any 2000, dirigida per David McNally. Es basa en l'article publicat per la revista GQ "The Muse of the Coyote Ugly Saloon", i narra les experiències de la periodista Elizabeth Gilbert (l'autora), que va treballar com a cambrera al Coyote Ugly Saloon de l'East Village. El 2001 va guanyar el Premi MTV al millor moment musical: Piper Perabo cantant "One Way Or Another".

## Argument
Violet Sanford (Piper Perabo), una noia de 21 anys de South Amboy (Nova Jersey), deixa enrere el seu pare Bill (John Goodman) i la seva millor amiga Gloria (Melanie Lynskey) per anar a Nova York a complir el seu somni de triomfar com a compositora de cançons. Però, per més que ho intenta, els estudis de gravació fan cas omís de la seva demo. Violet, que té una veu molt suau, acaba convencent Lil (Maria Bello), la propietària del bar Coyote Ugly, de contractar-la com a cambrera. Allà apren a cantar, ballar i actuar de manera provocativa, obtenint un gran èxit entre els clients.

## Repartiment

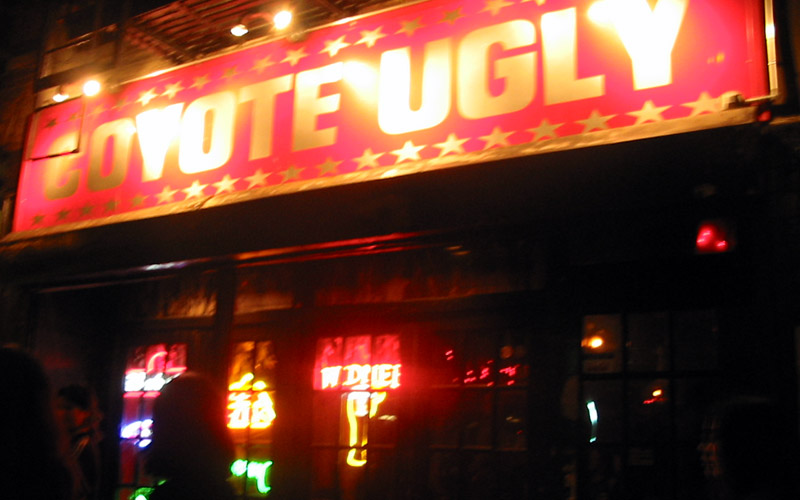
El bar Coyote Ugly de Nova York

- Piper Perabo: Violet Sanford
- Adam Garcia: Kevin O'Donnell
- John Goodman: Bill
- Maria Bello: Lil
- Izabella Miko: Cammie
- Tyra Banks: Zoe
- Bridget Moynahan: Rachel
- Melanie Lynskey: Gloria
- Del Pentecost: Lou
- Michael Weston: Danny
- Victor Argo: Pete

## Bandes sonores
La banda sonora inclou els quatre temes que canta Violet, així com d'altres cançons. Va arribar a posicions altes dins dels rànquings de vendes, i el 2003 es va fer un segon àlbum (More Music from Coyote Ugly) amb més temes que apareixien a la pel·lícula i dos remixos.
| Coyote Ugly 1. "Can't Fight the Moonlight" - LeAnn Rimes 2. "Please Remember" - LeAnn Rimes 3. "The Right Kind Of Wrong" - LeAnn Rimes 4. "But I Do Love You" - LeAnn Rimes 5. "All She Wants To Do Is Dance" - Don Henley 6. "Unbelievable" - EMF 7. "The Power" - Snap! 8. "Need You Tonight" - INXS 9. "The Devil Went Down to Georgia" - The Charlie Daniels Band 10. "Boom Boom Boom" - Rare Blend 11. "Didn't We Love" - Tamara Walker 12. "We Can Get There" (TP2K Hot Radio Mix) - Mary Griffin | More Music from Coyote Ugly 1. "One Way or Another" - Blondie 2. "Rebel Yell" - Billy Idol 3. "Rock This Town" - Stray Cats 4. "Keep Your Hands to Yourself" - The Georgia Satellites 5. "Out Of My Head" - Fastball 6. "Battle Flag" (Lo-Fidelity Allstars Remix) - Pigeonhed 7. "It Takes Two" - Rob Base and DJ E-Z Rock 8. "Love Machine" - The Miracles 9. "We Can Get There" (Almighty Radio Edit) - Mary Griffin 10. "Can't Fight the Moonlight" (Graham Stack Radio Edit) - LeAnn Rimes (tema extra) 11. "But I Do Love You" (Almighty Radio Edit) - LeAnn Rimes (tema extra) |